# Kaiserpalast (Dresden)

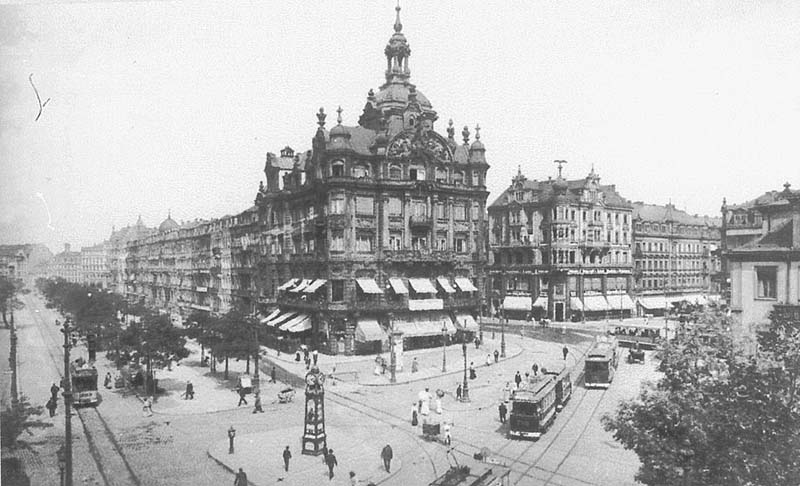
Kaiserpalast am Pirnaischen Platz
um 1910

Der Kaiserpalast war ein neobarockes Geschäftshaus in Dresden. Es war in den Jahren 1895 bis 1897 für den Unternehmer Hermann Ilgen erbaut worden und stand als repräsentativer Kopfbau an der Nordseite des Pirnaischen Platzes zwischen Moritzring und Amalienstraße. Bei den Luftangriffen auf Dresden im Februar 1945 brannte der Kaiserpalast aus und wurde 1951 
abgerissen; an seiner Stelle befinden sich heute Grün- und Verkehrsflächen.

## Geschichte und Beschreibung
Der Kaiserpalast sollte das Restaurant und Café Pirnaischer Platz des Betreibers Otto Scharfe ersetzen, nachdem die Bebauung der Umgebung dieses Etablissement unattraktiv gemacht hatte. Finanziert wurde der Neubau durch den Apotheker Hermann Ilgen. Dieser kaufte das Grundstück, auf dem der künftige Bau stehen sollte, und schrieb 1894 einen Architektenwettbewerb aus, für den er klare Nutzungsvorgaben erstellte, die sich an die damalige Dresdner Bauordnung hielt, die eine repräsentative Gestaltung zum Platz verlangte, wie auch eine repräsentative Gestaltung, die zumindest an den Schauseiten zum Moritz- und zum Amalienring ausgebildet werden musste.
Scharfe sollte in dem viergeschossigen Neubau wieder ein Restaurant führen. Die oberen Stockwerke sollten entweder als Hotel genutzt oder als Büros und Ateliers vermietet werden. Ilgen verlangte in der Ausschreibung eine doppelstöckige Unterkellerung auf der Seite zur Amalienstraße, damit das Getränkelager des zukünftigen Restaurants kühl gehalten werden konnte, ferner eine Passage zwischen Amalien- und Ringstraße im Erdgeschoss, dessen Fläche zu einem Drittel dem Restaurant vorbehalten sein und ansonsten, und zwar zum Pirnaischen Platz hin, mit Läden belegt werden sollte. Die Gesamtfläche des ersten Stocks sollte dem Restaurant zur Verfügung stehen und mit einem Balkon versehen sein, die zweite Etage wurde für Büros vorgesehen, die dritte sollte für einen eventuellen Hotelbetrieb oder auch Wohnzwecke geeignet sein und die oberste als Ateliers geplant werden.
Bis zum Stichtag am 15. März 1895 wurden 113 Entwürfe eingereicht. 103 wurden verworfen, mit zehn Entwürfen setzten sich Ilgen sowie ein Herr Rossbach und die Professoren Wallot und Gottschaldt intensiver auseinander. Den dritten Preis in Höhe von 500 Mark erkannten sie dem Architekten Metzendorf aus Elberfeld zu, einen zweiten dritten Preis dem Dresdner Architektenteam Hermann Richter und Otto Förster. In die engere Wahl kamen auch zwei weitere Entwürfe, die nicht zur Ausführung kamen. Einer stammte von dem Dresdner Architekten Johannes Fischer, der andere trug den sächsischen Namen „’s Bärnsche Dor“. Den ersten Preis erhielt Th. Martin aus Freiberg, der eine geschickte Lösung für den Lichtschacht gefunden, die geplanten Büroetagen aber mit Badewannen ausgestattet hatte. Man entschied sich schließlich, den Entwurf „Granatapfel im Roten Feld“ des Dresdner Architektenduos Lossow & Viehweger, der den zweiten Preis erhalten hatte, zu realisieren, wobei durch die Ausschreibungsbedingungen das Büro nicht den Auftrag erhielt, sondern mit dem Preisgeld abgefunden war.

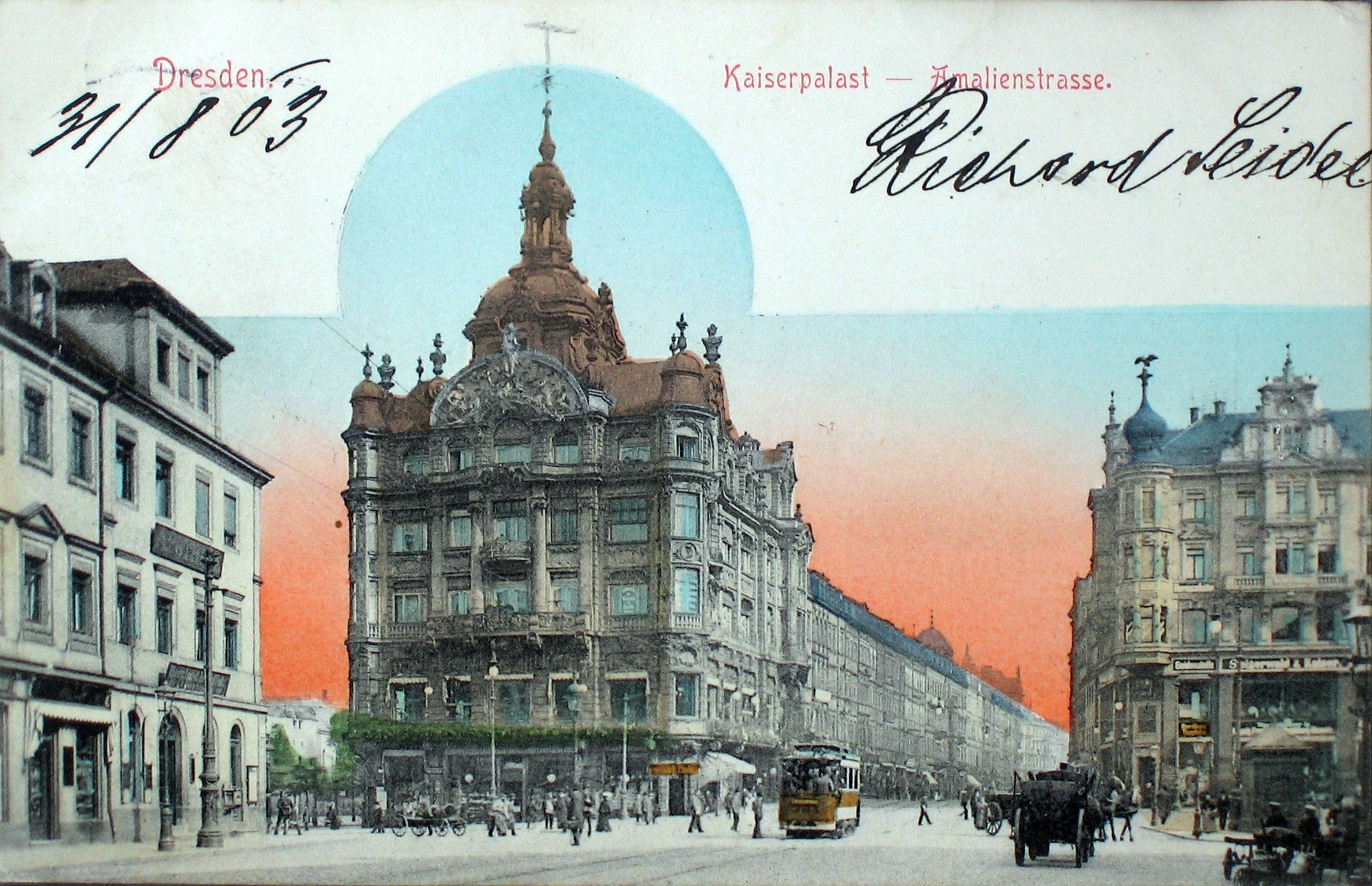
Kaiserpalast und Amalienstraße, Postkarte von 1903

Die Architekten Schilling und Graebner, die sich an dem ausgewählten Entwurf von Lossow & Viehweger orientierten, erhielten den Auftrag für den Neubau und ließen ihn unter ihrer Leitung ab dem Jahr 1895 errichten. Das Erdgeschoss und die erste Etage erhielten eine Verkleidung aus Sandstein. Anders als in dem prämierten Entwurf wurde der Balkon im ersten Stock umlaufend angelegt. Die oberen Etagen wurden verputzt und mit reichem Figurenschmuck ausgestattet, der schon bald als übertrieben kritisiert wurde. In einem durchbrochenen Giebel vor der Kuppel des Gebäudes befand sich eine allegorische Darstellung des Varietétheaters von Hans Hartmann-MacLean.
Drei Wand- und ein Deckengemälde im Hauptsaal des Kaiserpalastes stammten von Otto Fischer.
Die Fenster, insbesondere ein Kolossalfenster im Vestibül, wurden von Josef Goller gestaltet.

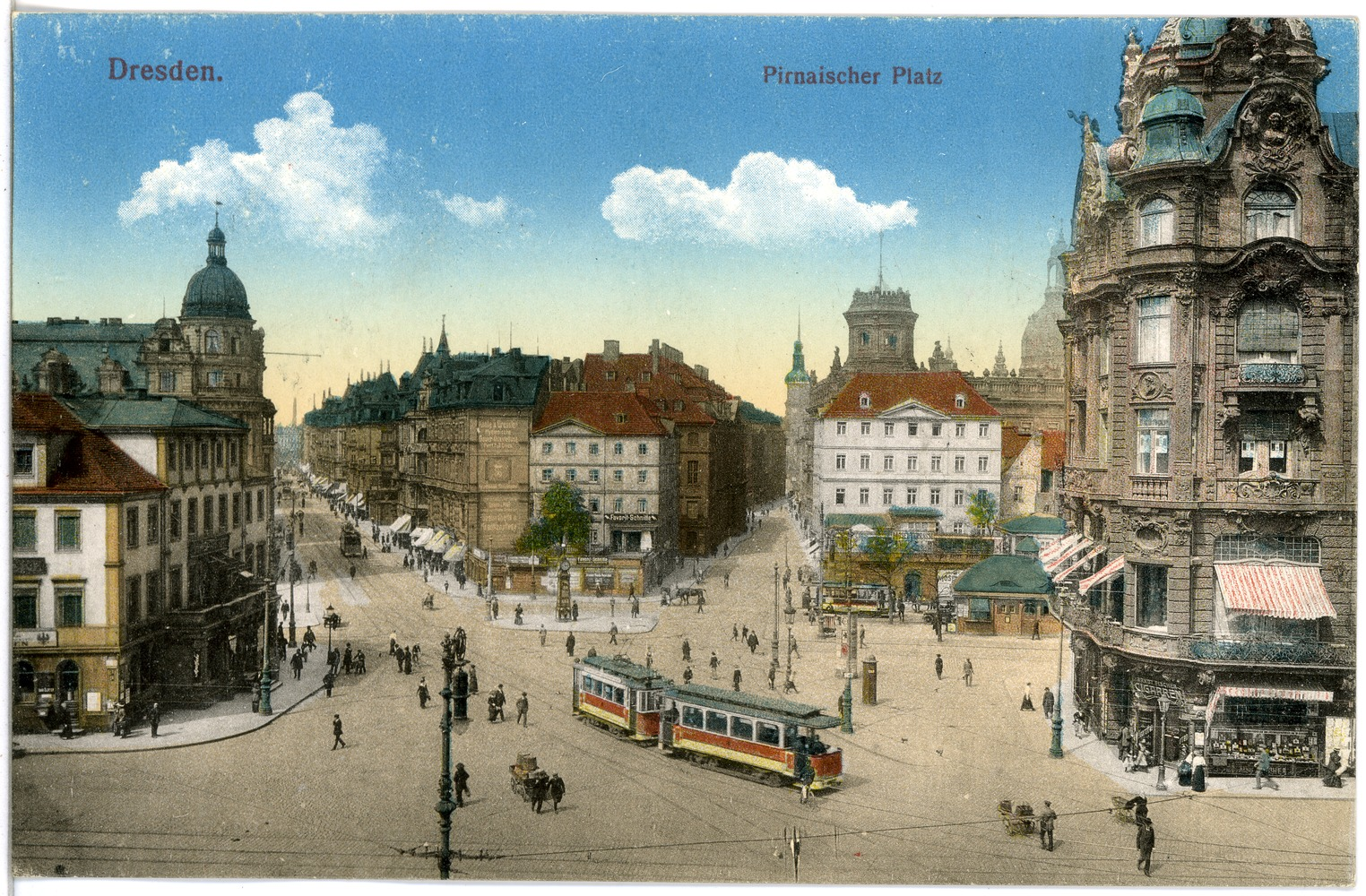
Durchblick vom Pirnaischen Platz in die König-Johann-Straße (später Wilsdruffer Straße), rechts der Kaiserpalast, Postkarte von 1915

Im Dezember 1897 wurde Otto Scharfes Restaurant eröffnet. Bis etwa 1920 befand es sich in diesem Gebäude, danach wurden seine Räumlichkeiten von der Commerzbank genutzt. 1940 waren in dem Bauwerk außerdem die Ladengeschäfte Frenzel, Schindler und Krumm eingemietet, ferner die Deutsche Gasolin AG und die Juristen Barmann und Hennig, das Fotoatelier Horst Meier und die Gesangslehrerin Doris Winkler. Eine Wohnung unter dem Dach wurde vom Heizer des Kaiserpalastes genutzt.

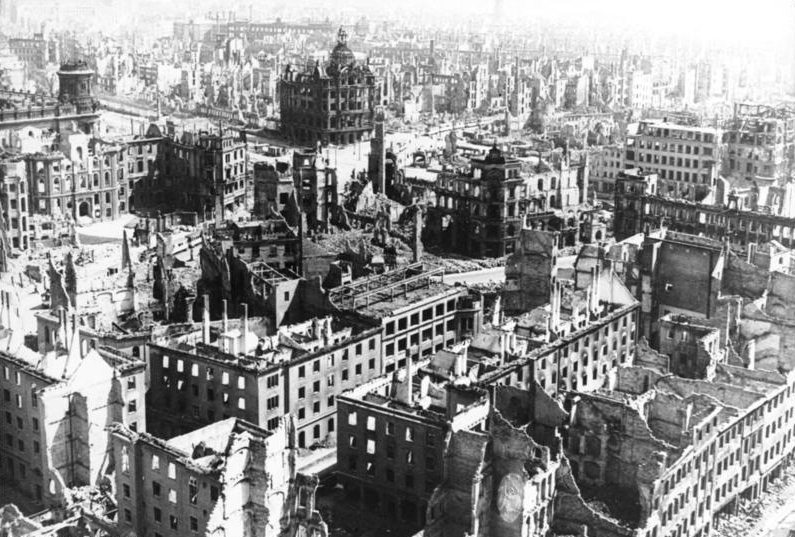
Pirnaischer Platz im Februar 1945, am oberen Bildrand die Ruine des Kaiserpalasts

Bei den Luftangriffen auf Dresden im Februar 1945 wurde der Kaiserpalast getroffen und brannte aus. Obwohl das Gebäude mitsamt der Kuppel stehengeblieben war, wurde es im Zuge der Großflächenenttrümmerung im Jahr 1951 abgerissen. Der freiwerdende Platz wurde für den Straßenverkehr in Richtung Hauptbahnhof und für eine Grünanlage genutzt. Die Keller des Gebäudes sind unterhalb dieser Flächen, zwar verfüllt, aber noch vorhanden.

## Wiederaufbaubestrebungen und deren Absage
Die Dresdner Initiative StadtbilDD strebt eine Rekonstruktion des Kaiserpalastes sowie eine Neugestaltung des gesamten Pirnaischen Platzes an. Dabei soll das Gebäude originalgetreu wiederaufgebaut werden und Pläne zum Wiederaufbau des Kaiserpalastes wurden von der Initiative und dem Stadtplanungsamt erstellt. Im Oktober 2017 wurden diese Pläne vorerst als „nicht realisierbar“ abgesagt.

## Galerie

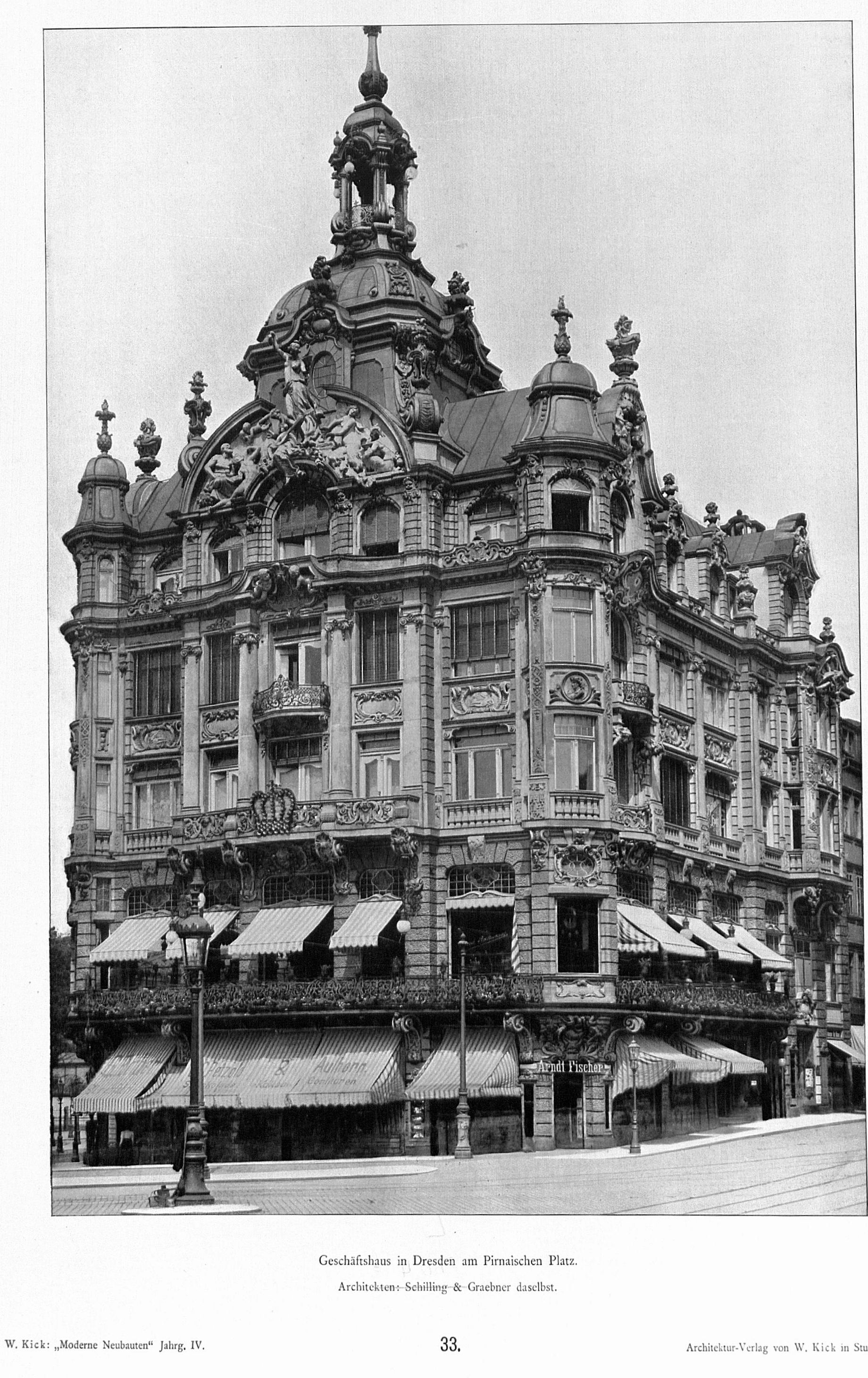
Gesamtansicht vom Pirnaischen Platz
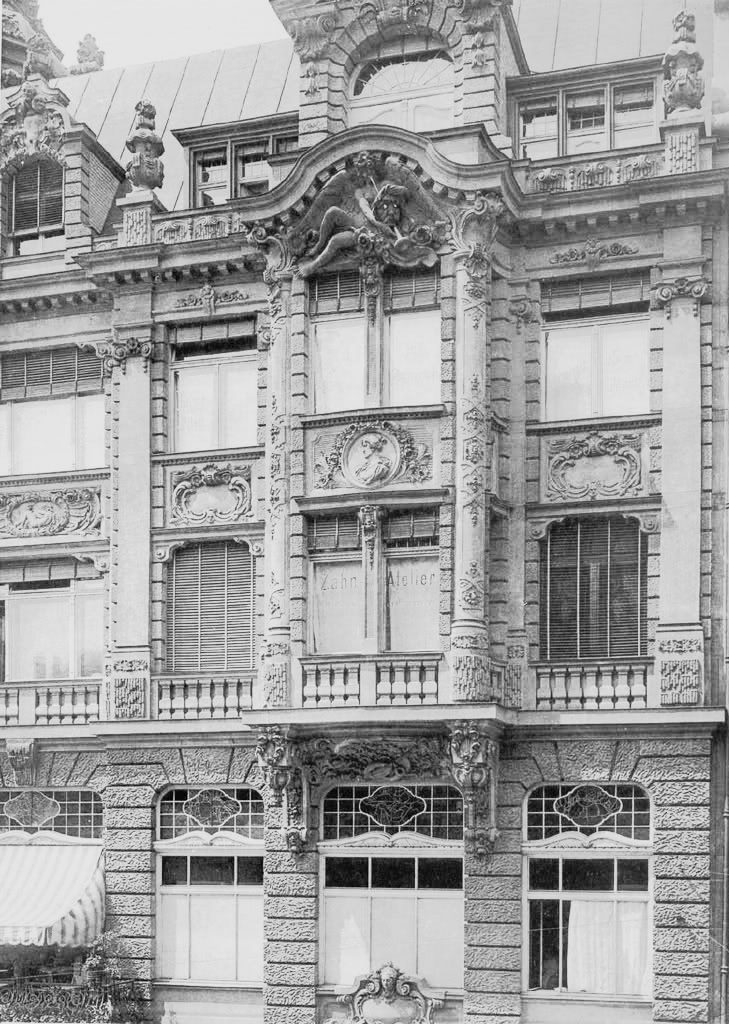
Ostseite des Kaiserpalasts
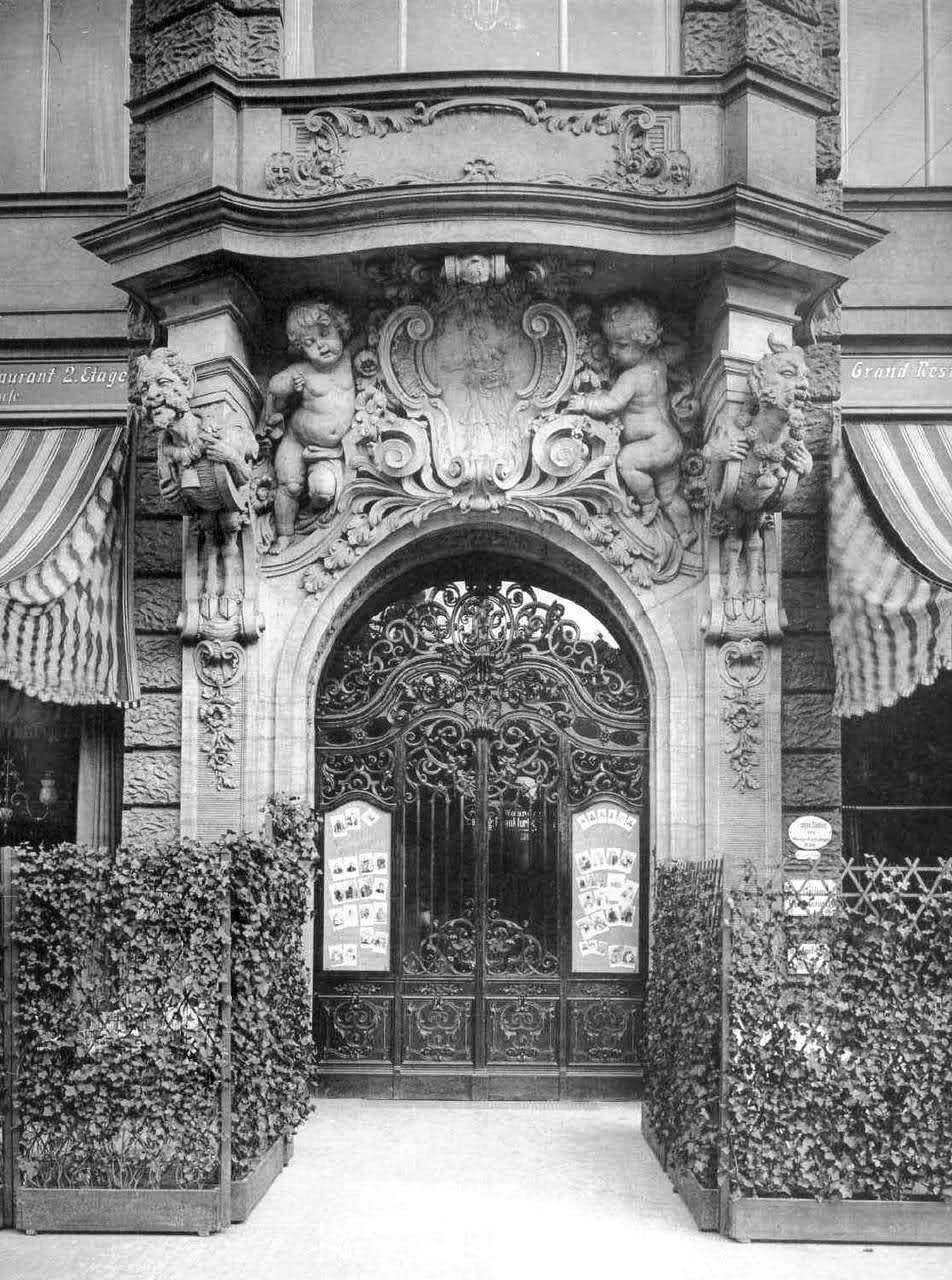
Eingang